# Шарли Д’Анджело
Шарли Д’Анджело (англ. Sharlee D'Angelo, настоящее имя — Чарльз Петтер Андреасон, швед. Charles Petter Andreason, род. 27 апреля 1973) — бас-гитарист шведской мелодичной дэт-метал-группы Arch Enemy, а также шведской хард-рок-группы Spiritual Beggars.
Шарли играл во многих известных группах, будучи либо членом группы либо сессионным музыкантом. К наиболее известным группам, в которых он участвовал, можно отнести: IllWill, Mercyful Fate, Dismember, Sinergy, Witchery. На раннем этапе своей карьеры играл медиаторами фирмы Dunlop и использовал бас-гитары фирмы Rickenbacker, затем в 2005 году перешёл к использованию (при этом став эндорсером) бас-гитары Ibanez Iceman. Фирма Ibanez даже начала выпуск бас-гитар SDB1 с подписью Шарли Д’Анджело, настроенных на предпочитаемый До-стандарт Шарли (C,F,Bb,Eb).

## Карьера

### Начало
Увлечение музыкой началось с того, что Чарльз нашёл дешевую «раздолбанную» гитару в магазине-мастерской по ремонту музыкальной аппаратуры. Чтобы её купить Чарльз нанялся стричь газоны соседям, пока не накопил достаточно денег для покупки этой гитары. Однако играть ему было не с кем, поскольку недостатка в гитаристах местные группы вовсе не испытывали. Но зато был недостаток в бас-гитаристах, поэтому Чарльз и переквалифицировался в бас-гитаристы, что вызвало интерес к нему как к музыканту.
Первой серьёзной группой Чарльза стала группа, игравшая хардкорный панк. Несмотря на то, что в ней он играл на бас-гитаре, Черльз продолжал играть на гитаре и бас-гитаре ещё в нескольких местных группах, большинство из которых исполняли метал.

### Mercyful Fate (1994—1999)
Друг Чарльза Сноуи Шоу, игравший в конце 80-х — начале 90-х в группе King Diamond, в 1992 году принял участие в реюнионе группы Mercyful Fate. Однако сразу после выхода альбома In the Shadows Тими Хансен объявил о своем нежелании участвовать в турне, что открыло вакантное место в группе для Чарльза. Когда Сноуи Шоу и Хенк Шерман пригласили Чарльза на прослушивание и попросили сыграть старые песни группы, то Шерман, длительное время не игравший этот материал, был впечатлен исполнением Чарльза, после чего тот был принят в группу.

### Arch Enemy (1998 — наст. время)
Параллельно с Mercyful Fate Чарльз играл ещё в нескольких группах (Witchery (с 1997 года), Sinergy (с 1997 по 1999 годы), Dismember (с 1998 по 2000 годы) и другие). Незадолго до приостановки деятельности Mercyful Fate в 1999 году, он начинает сотрудничать с шведской группой Arch Enemy. Участие одновременно в обеих группах (Mercyful Fate и Arch Enemy) продолжалось около года, после чего Майкл Эмотт предложил ему поучаствовать в записи альбома, и Чарльз согласился.

## Интересные факты
- Любимый метал-альбом: Black Sabbath — Mob Rules, Candlemass — Nightfall[1]
- Любимые шведские группы: Candlemass, The Haunted, Opeth, At the Gates, Dismember[1]